# Patrik Mičkal
Patrik Mičkal (* 30. října 1969) je bývalý český fotbalista, záložník. Po skončení aktivní kariéry se jako hráč a trenér věnuje futsalu.

## Fotbalová kariéra
V československé lize hrál za TJ Vítkovice. Nastoupil ve 20 ligových utkáních. Gól v lize nedal.

## Ligová bilance
| Ročník                                   | Zápasy | Góly | Klub          |
| ---------------------------------------- | ------ | ---- | ------------- |
| 1. československá fotbalová liga 1990/91 | 11     | 0    | TJ Vítkovice  |
| 1. československá fotbalová liga 1991/92 | 7      | 0    | TJ Vítkovice  |
| 1. československá fotbalová liga 1992/93 | 2      | 0    | SSK Vítkovice |
| CELKEM                                   | 20     | 0    |               |